# Propallene cyathus
Propallene cyathus is een zeespin uit de familie Callipallenidae. De soort behoort tot het geslacht Propallene. Propallene cyathus werd in 1979 voor het eerst wetenschappelijk beschreven door Staples. 